# Liste der Baudenkmale in Wrestedt
In der Liste der Baudenkmale in Wrestedt sind alle Baudenkmale der niedersächsischen Gemeinde Wrestedt aufgelistet. Die Quelle der IDs und der Beschreibungen ist der Denkmalatlas Niedersachsen. Der Stand der Liste ist der 15. November 2021.

## Allgemein
In den Spalten befinden sich folgende Informationen:
- Lage: die Adresse des Baudenkmales und die geographischen Koordinaten. Kartenansicht, um Koordinaten zu setzen. In der Kartenansicht sind Baudenkmale ohne Koordinaten mit einem roten Marker dargestellt und können in der Karte gesetzt werden. Baudenkmale ohne Bild sind mit einem blauen Marker gekennzeichnet, Baudenkmale mit Bild mit einem grünen Marker.
- Bezeichnung: Bezeichnung des Baudenkmales
- Beschreibung: die Beschreibung des Baudenkmales. Unter § 3 Abs. 2 NDSchG werden Einzeldenkmale und unter § 3 Abs. 3 NDSchG Gruppen baulicher Anlagen und deren Bestandteile ausgewiesen.
- ID: die Objekt-ID des Baudenkmales
- Bild: ein Bild des Baudenkmales, ggf. zusätzlich mit einem Link zu weiteren Fotos des Baudenkmals im Medienarchiv Wikimedia Commons. Wenn man auf das Kamerasymbol klickt, können Fotos zu Baudenkmalen aus dieser Liste hochgeladen werden:

## Wrestedt

### Gruppe: Gutsanlage von Grote
Die Gruppe „Gutsanlage von Grote“ hat die ID 31080543. Das Herrenhaus aus der Mitte des 19. Jahrhunderts bildet den Kern der von Groteschen Gutsanlage in Wrestedt. Dazu gehören die Gutsmühle, zwei Scheunen und ein Arbeiterwohnhaus, ein Teich sowie alter Baumbestand.

| Lage                                           | Bezeichnung   | Beschreibung | ID       | Bild |
| ---------------------------------------------- | ------------- | --- | -------- | ---- |
| Am Mühlenteich 11 52° 54′ 4″ N, 10° 34′ 10″ O  | Herrenhaus    | Schlichter eingeschossiger traufständiger geschlämmter Backsteinbau unter Halbwalmdach in Ziegelpfannendeckung. Ostfassade mit dreiachsigem Mittelrisalit, im Dreiecksgiebel Wappenrelief. Erbaut 1852 (i). | 31102636 |      |
| Am Mühlenteich 11 52° 54′ 5″ N, 10° 34′ 6″ O   | Teich         | Der Teich bildet sich aus dem aufgestauten ehemaligen Burggraben und liegt nördlich des Herrenhauses. | 31102944 | BW   |
| Am Mühlenteich 11 52° 54′ 5″ N, 10° 34′ 4″ O   | Baumbestand   | Das Grundstück des Gutshofes ist entlang der Baches an der Ostseite sowie um den Teich herum mit alten Bäumen besetzt.                                                                                      | 31102552 | BW   |
| Am Mühlenteich 12 52° 54′ 8″ N, 10° 34′ 7″ O   | Mühlengebäude | Vierständerbau unter Halbwalmdach in Ziegelpfannendeckung; Aufzugserker. Mühlentechnik erhalten. Errichtet 1856 (i) als Gutsmühle des Gutshofs von Grote.                                                   | 31102158 | BW   |
| Am Mühlenteich 11A 52° 54′ 6″ N, 10° 34′ 12″ O | Scheune       | Fachwerkbau unter ziegelgedecktem Halbwalmdach. Errichtet in der zweiten Hälfte des 19. Jahrhunderts. | 31102732 | BW   |
| Am Mühlenteich 9 52° 54′ 5″ N, 10° 34′ 15″ O   | Scheune       | Fachwerkbau unter ziegelgedecktem Halbwalmdach, eingebaut in Gebäudekomplex aus diversen Nebengebäuden. Errichtet in der zweiten Hälfte des 19. Jahrhunderts.                                               | 31102588 | BW   |
| Am Mühlenteich 9 52° 54′ 2″ N, 10° 34′ 12″ O   | Wohnhaus      | Fachwerkbau unter Halbwalmdach in Ziegelpfannendeckung. Rückseite massiv ersetzt, kleiner Anbau an der Nordwestecke. Errichtet als Arbeiterwohnhaus in der zweiten Hälfte des 19. Jahrhunderts.             | 31102684 | BW   |

### Gruppe: Gutsanlage von Lenthe
Die Gruppe „Gutsanlage von Lenthe“ hat die ID 31080418. Gutsanlage bestehend aus Herrenhaus, Remise, Waschhaus und Wohn-/Wirtschaftsgebäude mit Baumbestand und Einfriedung.

| Lage                                              | Bezeichnung               | Beschreibung | ID       | Bild |
| ------------------------------------------------- | ------------------------- | --- | -------- | ---- |
| Nettelkamper Straße 2 52° 54′ 4″ N, 10° 34′ 24″ O | Herrenhaus                | Zweigeschossiger verputzter Massivbau mit Eckquadern und geschossteilendem Gesimsband auf quadratischem Grundriss unter Pyramidendach. Erbaut nach 1789 durch den Oberlandbaumeister Christian Ludwig Ziegler, Celle. Umbauphase mit Verandaanbau und Dachumdeckung 1890 (i). | 31102652 | BW   |
| Nettelkamper Straße 2 52° 54′ 5″ N, 10° 34′ 23″ O | Waschhaus                 | Eingeschossiger sechseckiger Backsteinbau mit Lisenen an den Ecken unter Pyramiddach. Erbaut um 1895. | 31102604 | BW   |
| Nettelkamper Straße 2 52° 54′ 5″ N, 10° 34′ 21″ O | Wohn-/ Wirtschaftsgebäude | Langgestreckter giebelständiger eingeschossiger Fachwerkbau mit Backsteinausfachungen unter Satteldach in Hohlpfannendeckung. Südgiebel mit Ziegelbehang. Errichtet um 1850.                                                                                                  | 31102700 | BW   |
| Nettelkamper Straße 2 52° 54′ 4″ N, 10° 34′ 21″ O | Remise                    | Langgestreckter Fachwerk- und Backsteinbau unter Satteldach. Errichtet als Remise in der zweiten Hälfte des 19. Jahrhunderts. | 31102748 | BW   |

### Gruppe: Uelzener Straße 2
Die Gruppe „Uelzener Straße 2“ hat die ID 31080429. Die Hofanlage Uelzener Straße 2 in Wrestedt besteht aus vier Gebäuden des 19. Jahrhunderts, die sich um einen Hof gruppieren. Das Grundstück ist historisch eingefriedet und besitzt alten Baumbestand.

| Lage                                          | Bezeichnung        | Beschreibung | ID       | Bild |
| --------------------------------------------- | ------------------ | --- | -------- | ---- |
| Uelzener Straße 2 52° 54′ 8″ N, 10° 34′ 22″ O | Wohnhaus           | Fachwerkbau mit Backsteinausfachung, unter Halbwalmdach in Ziegelpfannendeckung, errichtet 1856 (i). Zwerchgiebel, Ecktürmchen und Balkonerker in Zierfachwerk entstammen einer Umbauphase von 1910. An das Wohnhaus schließt sich beidseitig eine um das gesamte Grundstück an den Straßen entlang geführte historische Einfriedung an. | 31102780 | BW   |
| Uelzener Straße 2 52° 54′ 8″ N, 10° 34′ 23″ O | Scheune            | Fachwerkbau mit Backsteinausfachung, unter Halbwalmdach in Ziegelpfannendeckung. Eine außermittige Längsdurchfahrt. Errichtet in der zweiten Hälfte des 19. Jahrhunderts. | 31102812 | BW   |
| Uelzener Straße 2 52° 54′ 9″ N, 10° 34′ 23″ O | Wirtschaftsgebäude | Backsteinbau unter Halbwalmdach in Ziegelpfannendeckung. Erbaut in der zweiten Hälfte des 19. Jahrhunderts. | 31102876 | BW   |
| Uelzener Straße 2 52° 54′ 9″ N, 10° 34′ 21″ O | Stall              | Fachwerkbau mit Backsteinausfachung, unter Halbwalmdach in Ziegelpfannendeckung. Eine außermittige Längsdurchfahrt. Errichtet in der zweiten Hälfte des 19. Jahrhunderts. | 31102844 | BW   |

### Einzeldenkmal in Wrestedt
| Lage                                            | Bezeichnung                         | Beschreibung | ID                              | Bild |
| ----------------------------------------------- | ----------------------------------- | --- | ------------------------------- | ---- |
| Bahnhofstraße 62 52° 54′ 21″ N, 10° 35′ 16″ O   | Schule                              | Langgestreckter, eingeschossiger Backsteinbau unter Satteldach in Ziegelpfannendeckung. Quertrakt mit Fachwerkgiebel. Erbaut 1938/39 (i). | 31102120                        | BW   |
| Bahnhofstraße 25 52° 54′ 20″ N, 10° 34′ 42″ O   | Wohnhaus                            | Eingeschossiger traufständiger Massivbau aus Backsteinen, unter Satteldach in Ziegelpfannendeckung. Straßenfront mit zweiachsigem Mittelrisalit. Erbaut um 1910. | 31102103                        | BW   |
| Katerburg 6 52° 54′ 7″ N, 10° 34′ 28″ O         | Wohnhaus                            | Eingeschossiger, traufständiger Backsteinbau mit Drempel unter Krüppelwalmdach in Ziegelpfannendeckung. Straßenfront mit dreiachsigem Mittelrisalit. Erbaut um 1910. | 31102179                        | BW   |
| Uelzener Straße 27 52° 54′ 22″ N, 10° 34′ 18″ O | Wohnhaus mit Garten und Einfriedung | Zweigeschossiger verputzter Massivbau unter ziegelgedecktem Walmdach. Halbrunder Vorbau und breiter Zwerchgiebel an der Straßenfront. Aufwendig gestaltete Eingangsdiele mit Ausstattung der Bauzeit erhalten. Erbaut 1913 (i). Das Grundstück ist eingefriedet durch eine historische Mauer mit Zaun. Der Straßenfassade vorgelagert ist eine gestaltete Gartenfläche. | 31102326/1/-/ 31102270 31102326 | BW   |
| B 4, km 50,00 52° 50′ 53″ N, 10° 29′ 20″ O      | Meilenstein                         | Obeliskartiger Monolith. Quadratischer Querschnitt, Verjüngung zum schwach ausgeprägten Zeltdach hin. Meilenstein der historischen braunschweigisch-hannoverschen Chaussee, Abschnitt Braunschweig-Lüneburg. Inschrift: "6 Meilen". | 31097176                        | BW   |

## Esterholz

### Gruppe baulicher Anlagen in Esterholz
| Lage                             | Bezeichnung                                                                                          | Beschreibung | ID       | Bild |
| -------------------------------- | --- | --- | -------- | ---- |
| Nr. 1 52° 55′ 2″ N, 10° 37′ 5″ O | Mühlenanlage mit Mühlenteich, Stau und Anlage prägenden Baumbestand sowie feldsteingepflasterten Weg | Die Wassermühle Esterholz besteht aus dem 1812 errichteten Mühlengebäude und dem zeitgleich gebauten Stauwehr sowie dem aus der Esterau aufgestauten Mühlenteich. | 31080440 | BW   |

### Einzeldenkmal in Esterholz
| Lage                              | Bezeichnung                               | Beschreibung | ID                              | Bild |
| --------------------------------- | ----------------------------------------- | --- | ------------------------------- | ---- |
| Nr. 1 52° 55′ 0″ N, 10° 37′ 4″ O  | Mühlengebäude mit Teich                   | Zweigeschossiger Backsteinbau mit Obergeschoss in Fachwerk unter flachgeneigtem Satteldach. Innengerüst und Mühlentechnik erhalten. Erbaut 1812 (i). Die Esterau wird an der Mühle Esterholz aufgestaut zum Mühlenteich.                                                        | 31102908/1/-/ 31101886 31102908 | BW   |
| Nr. 5 52° 55′ 5″ N, 10° 36′ 59″ O | Wohn-/ Wirtschaftsgebäude mit Baumbestand | Vierständerbau mit Backsteinausfachung und Vorschauer unter Halbwalmdach in Hohlpfannendeckung. Errichtet 1879 (i). Der Hof ist nach Norden und Westen durch eine Steinmauer eingefriedet. Die Tordurchfahrt der Einfriedungsmauer wird flankiert von zwei großen alten Bäumen. | 31102395/1/-/ 31101905 31102395 | BW   |

## Gavendorf

### Einzeldenkmal in Gavendorf
| Lage                                     | Bezeichnung               | Beschreibung | ID       | Bild |
| ---------------------------------------- | ------------------------- | --- | -------- | ---- |
| Gavendorf 2 52° 55′ 28″ N, 10° 42′ 41″ O | Wohn-/ Wirtschaftsgebäude | Eineinhalbgeschossiger Massivbau in Backsteinsichtmauerwerk unter Krüppelwalmdach in Ziegelpfannendeckung. Am Nordgiebel Balkon auf Pfeilern, straßenseitig Mittelrisalit unter Krüppelwalm, stuckierte Fensterrahmungen. Erbaut 1910 (i). | 31101137 | BW   |

## Kahlstorf

### Einzeldenkmal in Kahlstorf
| Lage                                     | Bezeichnung               | Beschreibung | ID       | Bild |
| ---------------------------------------- | ------------------------- | --- | -------- | ---- |
| Kahlstorf 2 52° 55′ 53″ N, 10° 41′ 10″ O | Wohn-/ Wirtschaftsgebäude | Giebelständiger Zweiständerbau unter Halbwalmdach; in Fachwerk mit Backsteinausfachung. Vollständig zu Wohnzwecken ausgebaut. Errichtet 1785 (i). | 31101155 | BW   |

## Lemke

### Einzeldenkmal in Lehmke
| Lage                                              | Bezeichnung               | Beschreibung | ID       | Bild           |
| ------------------------------------------------- | ------------------------- | --- | -------- | -------------- |
| Esterholzer Straße 1 52° 55′ 42″ N, 10° 38′ 31″ O | Wohn-/ Wirtschaftsgebäude | Zweiständerbau in Fachwerk mit Backsteinausfachung, unter Halbwalmdach in Ziegeldeckung. Wohngiebel im Erdgeschoss massiv ersetzt. Errichtet 1772 (i). | 31101960 | BW             |
| Esterholzer Straße 1 52° 55′ 42″ N, 10° 38′ 30″ O | Feldsteinpflasterung      | Der Hof westlich des Wohn-/Wirtschaftsgebäudes ist mit alten Feldsteinen gepflastert. | 31102343 | BW             |
| Kirchweg 52° 55′ 39″ N, 10° 38′ 28″ O             | Kirche                    | Einschiffiger neugotischer Backsteinbau mit polygonalem Chorschluss und quadratischem Westturm. Fassadengliederung durch kräftige Strebepfeiler. Erbaut 1898 durch Architekt Werner Soechtig (Hildesheim). Im Inneren ein breit überwölbtes Schiff; Ausstattung: Schnitzaltar aus Barum aus der Mitte des 15. Jahrhunderts. Der Kirchhof ist durch eine zeitgenössische Backsteinmauer eingefriedet. | 31101924 | Weitere Bilder |

## Stederdorf

### Einzeldenkmal in Stederdorf
| Lage                                             | Bezeichnung               | Beschreibung | ID       | Bild           |
| ------------------------------------------------ | ------------------------- | --- | -------- | -------------- |
| Alte Schulstraße 14 52° 54′ 46″ N, 10° 35′ 54″ O | Schule                    | Fachwerkbau auf Feldsteinsockel. Ehemalige Toreinfahrt am Nordgiebel verbaut. Unter Halbwalmdach in Ziegelpfannendeckung. Errichtet als Schule von Stederdorf 1846 (i). | 31101979 | BW             |
| An der Kirche 52° 54′ 39″ N, 10° 35′ 50″ O       | Kirche                    | Einschiffiger romanischer Feldsteinbau mit eingezogenem Chorrechteck und halbrunder Apsis, entstanden wohl im 13. Jahrhundert. Die Fenster später erweitert. Westturm und Sakristei aus Backstein 1894. Im Inneren Balkendecke; Taufstein von 1364, Kanzel von 1650, Altarretabel 1651. Der von Bäumen bestandene Kirchhof ist eingefriedet von einer Feldsteinmauer. | 31101996 | Weitere Bilder |
| An der Kirche 52° 54′ 39″ N, 10° 35′ 49″ O       | Baumbestand               | Der Kirchhof ist rund um die Kirche von alten Bäumen bestanden. | 31102430 | BW             |
| An der Kirche 3 52° 54′ 39″ N, 10° 35′ 51″ O     | Pfarrhaus                 | Vierständerbau in Fachwerk mit Backsteinausfachung, unter Halbwalmdach in Hohlpfannendeckung. Entwurf: Maurermeister Georg Friedrich Behrens 1839 (i). | 31102014 | BW             |
| Bahnhofstraße 76 52° 54′ 27″ N, 10° 35′ 33″ O    | Empfangsgebäude           | Zweigeschossiger Backsteinbau auf L-förmigem Grundriss mit Drempel unter flachgeneigtem Satteldach. Im Winkel eingeschossiger Vorbau. Erbaut 1888. | 31102031 | BW             |
| Niendorfer Straße 1 52° 54′ 47″ N, 10° 35′ 41″ O | Wohn-/ Wirtschaftsgebäude | Früher Backsteinbau auf Hausteinsockel im Bautyp des Vierständers, unter Halbwalmdach in Ziegeldeckung. Erbaut 1859 (i). | 31102049 | BW             |
| Stederaustraße 10 52° 54′ 46″ N, 10° 35′ 49″ O   | Wohn-/ Wirtschaftsgebäude | Zweiständerbau in Fachwerk mit Backsteinausfachung, unter Halbwalmdach in Ziegelpfannendeckung. Errichtet 1774 (i). | 31102069 | BW             |
| Zum Breek 10 52° 54′ 37″ N, 10° 36′ 0″ O         | Wohnhaus                  | Traufständiger, eingeschossiger Fachwerkbau mit Backsteinausfachung, unter Satteldach in Ziegelpfannendeckung. Errichtet Ende des 19. Jahrhunderts. | 31102086 | BW             |

## Ehemalige Baudenkmale
| Lage                                            | Bezeichnung               | Beschreibung | ID | Bild |
| ----------------------------------------------- | ------------------------- | ------------ | -- | ---- |
| Nettelkamper Straße 52° 54′ 4″ N, 10° 34′ 29″ O | Wohn-/ Wirtschaftsgebäude |              |    | BW   |
| Uelzener Straße 10 52° 54′ 15″ N, 10° 34′ 23″ O | Wohn-/ Wirtschaftsgebäude |              |    | BW   |